# Llista d'estats sobirans del 1993

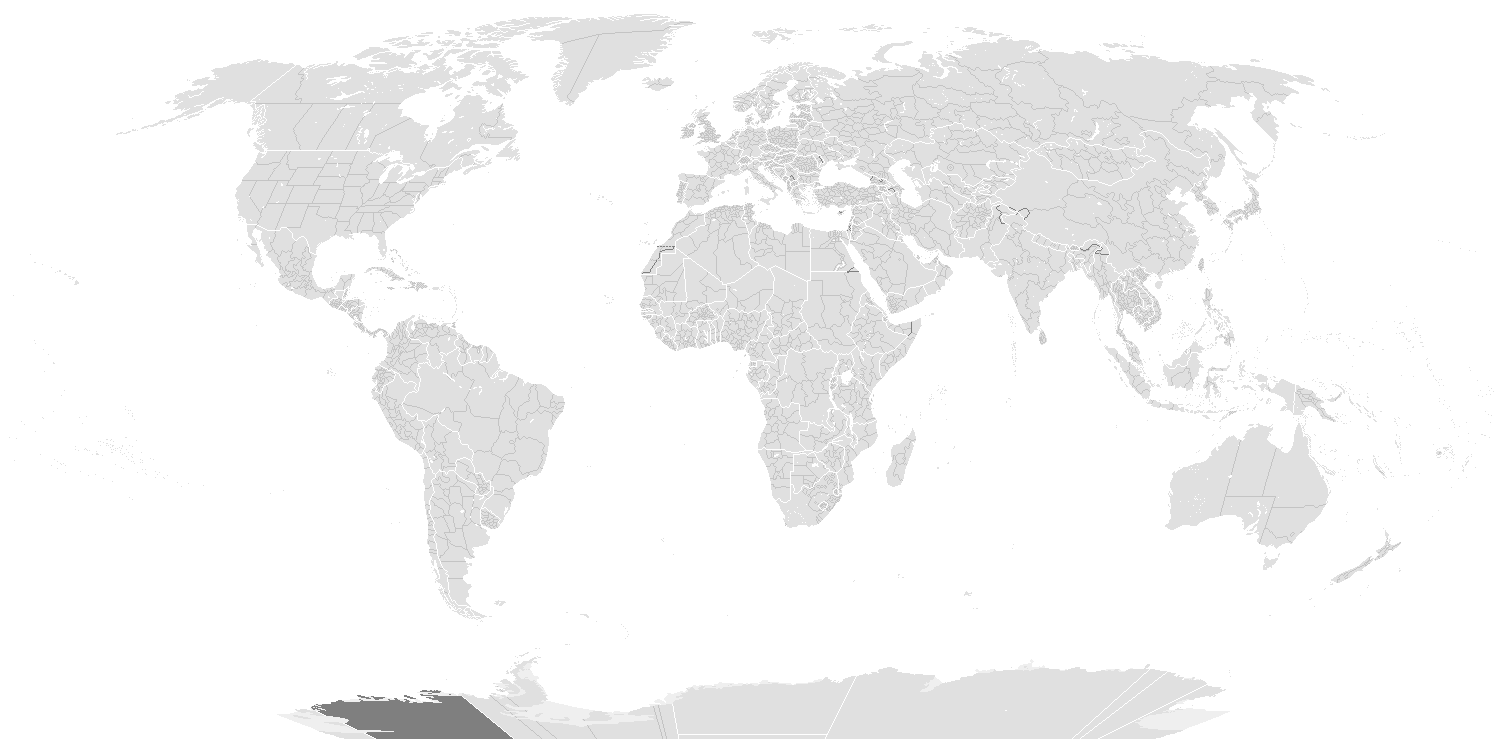
Mapa que mostra les fronteres del 1993

## Estats sobirans

### A
- Afganistan – Estat Islàmic de l'Afganistan
- Albània – República d'Albània
- Alemanya – República Federal d'Alemanya
- Algèria – República Democràtica Popular d'Algèria
- Andorra – Principat d'Andorra
- Angola – República d'Angola
- Antigua i Barbuda
- Aràbia Saudita – Regne de l'Aràbia Saudita
- Argentina – República de l'Argentina
- Armènia – Republica d'Armènia
- Austràlia – Commonwealth d'Austràlia
- Àustria – República d'Àustria
- Azerbaidjan – República de l'Azerbaidjan

### B
- Bahames – Commonwealth de les Bahames
- Bahrain – Estat de Bahrain
- Bangladesh – República Popular de Bangladesh
- Barbados
- Bèlgica – Regne de Bèlgica
- Belize
- Benín – República de Benín
- Bhutan – Regne de Bhutan
- Plantilla:Country data Belarús – República de Belarús
- Birmània – Unió de Birmània
- Bolívia – República de Bolívia
- Bòsnia i Hercegovina – República de Bòsnia i Hercegovina
- Botswana – República de Botswana[1]
- Brasil – República Federativa del Brasil
- Brunei – Estat de Brunei Darussalam
- Bulgària – República de Bulgària
- Burkina Faso
- Burundi – República de Burundi

### C
- Cambodja – Estat de Cambodja (fins al 24 de setembre)
  -  Cambodia – Regne de Cambodja (des del 24 de setembre)
- Camerun – República del Camerun
- Canadà
- Cap Verd – República del Cap Verd
- República Centreafricana
- Colòmbia – República de Colòmbia
- Comores – República Islàmica Federal de les Comores
- Rep. del Congo
- Corea del Nord – República Democràtica Popular de Corea[2]
- Corea del Sud – República de Corea[3]
- Costa d'Ivori – República de la Costa d'Ivori
- Costa Rica – República de Costa Rica
- Croàcia – República de Croàcia
- Cuba – República de Cuba

### D
- Dinamarca – Regne de Dinamarca
- Djibouti – República de Djibouti
- Dominica – Commonwealth de Dominica
- República Dominicana

### E
- Egipte – República Àrab d'Egipte
- Emirats Àrabs Units
- Equador – República de l'Equador
- Eritrea – Estat d'Eritrea (des del 24 de maig)[4][5]
- Eslovàquia – República Eslovaca (des de l'1 de gener)[6]
- Eslovènia – República d'Eslovènia
- Espanya – Regne d'Espanya
- Estats Units – Estats Units d'Amèrica
- Estònia – República d'Estònia
- Etiòpia

### F
- Fiji - República Democràtica Sobirana de les Fiji
- Filipines – República de les Filipines
- Finlàndia – República de Finlàndia
- França – República Francesa[7]

### G
- Gabon – República gabonesa
- Gàmbia – República de Gàmbia
- Geòrgia – República de Geòrgia
- Ghana – República de Ghana
- Grècia – República Hel·lènica
- Grenada
- Guatemala – República de Guatemala
- Guinea – República de Guinea
- Guinea Equatorial – República de Guinea Equatorial[8]
- Guinea Bissau – República de Guinea–Bissau[9]
- Guyana – República Cooperativa de Guyana

### H
- Haití – República d'Haití
- Hondures – República d'Hondures
- Hongria – República d'Hongria

### I
- Iemen – República del Iemen
- Índia – República de l'Índia
- Indonèsia – República d'Indonèsia
- Iran – República Islàmica de l'Iran
- Iraq – República de l'Iraq
- Irlanda – República d'Irlanda
- Islàndia – República d'Islàndia
- Israel – Estat d'Israel
- Itàlia – República Italiana
- RF Iugoslàvia - República Federal de Iugoslàvia

### J
- Jamaica
- Japó
- Jordània – Regne Haiximita de Jordània

### K
- Kazakhstan – República del Kazakhstan
- Kenya – República de Kenya
- Kirguizstan – República del Kirguizstan (fins al 5 de maig)
  -  Kirguizstan – República kirguisa (des del 5 de maig)
- Kiribati – República de Kiribati[10]
- Kuwait – Estat de Kuwait

### L
- Laos – República Democràtica Popular de Laos
- Lesotho – Regne de Lesotho
- Letònia – República de Letònia
- Líban – República Libanesa
- Libèria – República de Libèria
- Líbia – Gran Jamahiriya Àrab Socialista Popular Líbia
- Liechtenstein – Principat de Liechtenstein
- Lituània – República de Lituània
- Luxemburg – Gran Ducat de Luxemburg

### M
- Macedònia – República de Macedònia[11]
- Madagascar – República de Madagascar[12]
- Malawi – República de Malawi
- Malàisia
- Maldives – República de les Maldives[10]
- Mali – República de Mali
- Malta – República de Malta
- Marroc – Regne del Marroc
- Illes Marshall – República de les Illes Marshall
- Maurici
- Mauritània – República Islàmica de Mauritània
- Mèxic – Estats Units Mexicans
- Micronèsia - Estats Federats de Micronèsia
- Moçambic – República de Moçambic
- Moldàvia – República de Moldàvia
- Mònaco – Principat de Mònaco
- Mongòlia

### N
- Namíbia – República de Namíbia[1][5]
- Nauru – República de Nauru[13][14]
- Nepal – Regne del Nepal
- Nicaragua – República de Nicaragua
- Níger – República del Níger[15]
- Nigèria – República Federal de Nigèria
- Noruega – Regne de Noruega
- Nova Zelanda

### O
- Oman – Sultanat d'Oman

### P
- Països Baixos – Regne dels Països Baixos
- Pakistan – República Islàmica del Pakistan
- Panamà – República del Panamà
- Papua Nova Guinea – Estat Independent de Papua Nova Guinea
- Paraguai – República del Paraguai
- Perú – República Peruana
- Polònia – República de Polònia
- Portugal – República Portuguesa

### Q
- Qatar – Estat de Qatar

### R
- Regne Unit – Regne Unit de la Gran Bretanya i Irlanda del Nord
- Romania
- Rússia – Federació Russa
- Ruanda – República Ruandesa

### S
- Saint Kitts i Nevis – Federació de Saint Kitts i Nevis[16]
- Saint Vincent i les Grenadines[17]
- Salomó
- El Salvador – República del Salvador
- Samoa – Estat Independent de la Samoa Occidental[18]
- San Marino – Sereníssima República de San Marino[19]
- Saint Lucia[20]
- São Tomé i Príncipe – República Democràtica de São Tomé i Príncipe
- Senegal – República del Senegal[9]
- Seychelles – República de les Seychelles[21]
- Sierra Leone – República de Sierra Leone
- Singapur  – República de Singapur
- Síria – República Àrab Siriana
- Somàlia
- Sri Lanka – República Socialista Democràtica de Sri Lanka
- Sud-àfrica – República de Sud-àfrica
- Sudan – República del Sudan
- Suècia – Regne de Suècia
- Suïssa – Confederació suïssa
- Surinam – República de Surinam[22]
- Swazilàndia – Regne de Swazilàndia[23]

### T
- Tadjikistan – República del Tadjikistan
- Tailàndia – Regne de Tailàndia
- Tanzània – República Unida de Tanzània
- Togo – República Togolesa
- Tonga – Regne de Tonga
- Trinitat i Tobago  – República de Trinitat i Tobago
- Tunísia – República Tunisiana
- Turkmenistan
- Turquia – República de Turquia
- Tuvalu
- Txad – República del Txad
- Txèquia (des del l'1 de gener)[6]

### U
- Ucraïna
- Uganda – República d'Uganda
- Uruguai – República Oriental de l'Uruguai
- Uzbekistan – República de l'Uzbekistan

### V
- Vanuatu – República de Vanuatu[24]
- Ciutat del Vaticà – Estat de la Ciutat del Vaticà[25][26][27]
- Veneçuela – Estats Units de Veneçuela
- Vietnam – República Socialista del Vietnam

### X
- Xile – República de Xile
- República Popular de la Xina
- Xipre – República de Xipre

### Z
- Zaire – República del Zaire[28]
- Zàmbia – República de Zàmbia
- Zimbàbue – República de Zimbàbue

## Estats que proclamen la sobirania
- Abkhàzia – República d'Abkhàzia[29]
- Nagorno-Karabakh – República de l'Alt Karabagh[30]
- Bophuthatswana – República de Bophuthatswana
- Bougainville – República de Bougainville
- Bòsnia Occidental – República de Bòsnia Occidental (des del 27 de setembre)
- Ciskei – República de Ciskei
- Gagaúsia – República de Gagaúsia[31]
- Herceg-Bòsnia – República Croata d'Herceg-Bòsnia (des del 28 d'agost)
- Ossètia del Sud – República d'Ossètia del Sud[29]
- Palestina[32]
- Sàhara Occidental – República Àrab Sahrauí Democràtica[33]
- Republika Srpska
- Serbian Krajina[34]
- Somalilàndia – República de Somalilàndia[35][36]
- Tatarstan – República del Tatarstan
- Transkei – República de Transkei
- Transnístria – República Moldava de Transnístria[31]
- Txetxènia – República de Txetxènia
- Venda – República de Venda
- República de la Xina
- Xipre del Nord – República Turca de Xipre del Nord[37]